# Kadiff Kirwan
Kadiff Kirwan (* 3. Februar 1989 in Plymouth auf der Karibikinsel Montserrat) ist ein britischer Schauspieler. 

## Persönliches
Kirwan stammt von der karibischen Insel Montserrat, wo seine Familie in der Hauptstadt Plymouth lebte, bis dort 1995, als Kirwan sieben Jahre alt war, ein Vulkan ausbrach und die Stadt zerstörte. Er selbst und seine zwei älteren Brüder waren zu dem Zeitpunkt in der Schule; durch den Ausbruch und begleitende Erdbeben starben auch zwei Tanten. Die Familie zog darauf zuerst auf die Insel Antigua, wo ihr Haus noch im selben Jahr später durch einen Hurrikan zerstört wurde, und zwei Jahre später, als Plymouth vollständig aufgegeben worden war, nach England in die Stadt Preston, wo er das einzige schwarze Kind in seinem Jahrgang war. Dort war er gleichzeitig im Basketball-Team, um sich einzufügen, und der Schauspielgruppe. Als Kind wurde er religiös erzogen, wusste aber auch bereits, dass er schwul ist, was dazu führte, dass er sich in der Schule häufig aggressiv verhielt und mehrfach suspendiert wurde, bis eine Lehrerin ihm zum Schauspiel riet, um sich kreativ auszudrücken.
In den frühen 2020ern starb Kirwans Mutter an Bauchspeicheldrüsenkrebs und sein Vater an COVID-19. Kirwan ist vegan.

## Karriere
Nach der Schule zog er mit 18 Jahren nach London und besuchte die Central School of Speech and Drama. Auch dort war er wieder der einzige Schwarze in seinem Jahrgang. In seinem dritten Jahr an der Schule 2011, nach einer Aufführung von Guys and Dolls, erhielt er einen Agenten und eine Rolle in der britischen und irischen Tour von Sister Act neben Cynthia Erivo. 2013 spielte er in dem Stück Home über Obdachlose zusammen mit Michaela Coel. Diese besetzte ihn in seiner ersten längeren Fernsehrolle in ihrer Serie Chewing Gum von 2015 bis 2017. Serienhauptrollen folgten etwa in Timewasters (2017–2019) über eine Jazzgruppe bestehend aus schwarzen Männern, in Ich schweige für dich auf Netflix (2020) und Slow Horses – Ein Fall für Jackson Lamb (2022–2023).

## Filmografie
- 2015: Call the Midwife (1 Episode)
- 2015: Crims (6 Episoden)
- 2015: The Vote
- 2015–2017: Chewing Gum (8 Episoden)
- 2016: Black Mirror (Episode: Abgestürzt)
- 2016: Drifters (3 Episoden)
- 2017: Drunk History UK (1 Episode)
- 2017: Queers (1 Episode)
- 2017: Strike (3 Episoden)
- 2017–2019: Timewasters (12 Episoden)
- 2018: Informer (1 Episode)
- 2018: Zapped (3 Episoden)
- 2018: Maria Stuart, Königin von Schottland (Mary Queen of Scots)
- 2019: Flack (1 Episode)
- 2019: Fleabag (1 Episode)
- 2019: Pokémon Meisterdetektiv Pikachu (Pokémon Detective Pikachu)
- 2019–2021: This Way Up (9 Episoden)
- 2020: Ich schweige für dich (The Stranger)
- 2020: Inside No. 9 (1 Episode)
- 2020: Death in Paradise (1 Episode)
- 2020: I May Destroy You (1 Episode)
- 2021: Time (1 Episode)
- 2021: Dodo (18 Episoden, Synchronstimme)
- 2022: This Is Going to Hurt (7 Episoden)
- 2022: Der Liebhaber meines Mannes (My Policeman)
- 2022–2024: Slow Horses – Ein Fall für Jackson Lamb (Slow Horses, 18 Episoden)
- 2023–2024: Everyone Else Burns (11 Episoden)